# Ul'ka
La Ul'ka  (in russo Улька?; in lingua adighè: Улэжъый) è un fiume della Russia europea meridionale, affluente di sinistra della Laba (bacino del Kuban'). Scorre nel territorio dell'Adighezia.
Nella parte superiore e centrale il fiume scorre in direzione settentrionale, nel basso corso svolta a nord-ovest. Il suo corso è parallelo a quello del Fars. Sfocia nella Laba a 48 km dalla foce. La lunghezza del fiume è di 100 km. L'area del bacino idrografico è di 402 km².